# المجلة البريطانية للكتب والبرمجيات
المجلة البريطانية للكتب والبرمجيات هي سلسلة من الكتب القصصية التفاعلية للاطفال، حيث طورت بواسطة برنامج ألا وهو برنامج المجلة  البريطانية وتنشر من خلال قرص ليزري للقراءة لنظام تشغيل كتاب حاسوبي (Mac), والنوافذ باستخدام العابهم المبتكرة (klilk). واللعب كان بحد أدنى من البرنامج، اما بالنسبة للالعاب فهي تندرج تحت ثلاثة مراحل «اللعب الاحمر» للقراء الصغار استنادا إلى كتب ادم سون و«كلاسيكيات المعيشة»